# Geórgia Gomide
Elfriede Helene Gomide Witecy, mais conhecida como Geórgia Gomide (São Paulo, 17 de agosto de 1937 — São Paulo, 29 de janeiro de 2011), foi uma atriz brasileira.

## Biografia
Filha de Max (Maximilian Witecy), imigrante de nacionalidade alemã, mas de etnia polaca, nascido em Gliwice (hoje na Polônia) e Beatriz do Prado Gomide, de família paulista "quatrocentona".

## Carreira
Geórgia foi uma das atrizes pioneiras da televisão brasileira, trabalhando nas emissoras Tupi, Excelsior, Record, Globo, Manchete e SBT, entre outras.

### Como atriz
Geórgia estreou na TV Tupi em 29 de janeiro de 1962. Em Calúnia (teleteatro de 1963 na TV Tupi) protagonizou, com Vida Alves, o primeiro beijo entre pessoas do mesmo sexo da história da televisão brasileira, escandalizando a sociedade ao representar uma professora lésbica. Participou de várias novelas importantes, como Redenção, As Pupilas do Senhor Reitor, Éramos Seis e O Direito de Nascer. Na TV Globo, seus maiores sucessos foram a dona de cantina italiana Bina, na novela Vereda Tropical, de Carlos Lombardi, e a maquiavélica Donana, na novela Hipertensão, de Ivani Ribeiro. Geórgia Gomide também participou das minisséries Anos Rebeldes e O Quinto dos Infernos.

### Como dubladora
Geórgia dublou "zumbi" nos comerciais de K-Fee exibidos entre 2005 e 2006: a atriz apareceu em 5 de 9 comerciais e Denise Del Vecchio ("gárgula") nos outros 4 comerciais; Fábio Lucindo ("rapaz"), Celso Alves ("ursinho") e Orlando Drummond ("diabo") apareceram respectivamente em mais 3 comerciais do produto em 2006 ("K-Fee Latte Macchiato" AKA a versão "K-Fee Lite").

## Morte
Geórgia morreu em 29 de janeiro de 2011, aos 73 anos, de infecção generalizada. Em 2009, a atriz sofria de Alzheimer e esteve afastada dos palcos desde então, quando encenou a peça Perto do Fogo, de Nicolau Ayer.

## Vida pessoal
Desde os 18 anos a atriz tinha apenas 5% da visão, em razão de uma doença congênita, o que não impediu seu sucesso na televisão. Tinha um filho, Daniel Witecy Goldfinger.

## Filmografia

### Televisão
| Ano  | Trabalho                                 | Personagem                    | Notas                               | Emissora      |
| ---- | ---------------------------------------- | ----------------------------- | ----------------------------------- | ------------- |
| 1962 | TV de Vanguarda                          | Thérèse Raquin                | Episódio: "Thérèse"                 | Rede Tupi     |
| 1962 | Grande Teatro Tupi                       | —                             | Episódio: "Os Filhos de Eduardo"    | Rede Tupi     |
| 1963 | Moulin Rouge, a Vida de Toulouse-Lautrec | Denise                        |                                     | Rede Tupi     |
| 1963 | TV de Vanguarda                          | Professora                    | Episódio: "Calúnia"                 | Rede Tupi     |
| 1963 | TV de Vanguarda                          | Guiomar                       | Episódio: "Gimba"                   | Rede Tupi     |
| 1964 | TV de Vanguarda                          | Rosário                       | Episódio: "Moral em Concordata"     | Rede Tupi     |
| 1964 | TV de Vanguarda                          | Noiva                         | Episódio: "Bodas de Sangue"         | Rede Tupi     |
| 1964 | A Gata                                   | Zulima                        |                                     | Rede Tupi     |
| 1964 | Gutierritos, o Drama dos Humildes        | Helena                        |                                     | Rede Tupi     |
| 1964 | O Sorriso de Helena                      | Elvira                        |                                     | Rede Tupi     |
| 1964 | Quem Casa com Maria?                     | Carla                         |                                     | Rede Tupi     |
| 1965 | A Outra                                  | Lúcia                         |                                     | Rede Tupi     |
| 1965 | O Preço de Uma Vida                      | Luciana                       |                                     | Rede Tupi     |
| 1965 | Teresa                                   | Teresa                        |                                     |               |
| 1966 | Calúnia                                  | Alejandra Linares-Castellanos |                                     |               |
| 1966 | Redenção                                 | Helena                        |                                     | TV Excelsior  |
| 1967 | Estrelas no Chão                         | Telma                         |                                     | Rede Tupi     |
| 1967 | O Tempo e o Vento                        | Ana Terra                     |                                     | TV Excelsior  |
| 1968 | A Última Testemunha                      | Mirtes                        |                                     | Rede Record   |
| 1969 | Algemas de Ouro                          | Roberta                       |                                     | Rede Record   |
| 1970 | As Pupilas do Senhor Reitor              | Clara                         |                                     | Rede Record   |
| 1971 | A Fábrica                                | Ângela Stripp                 |                                     | Rede Tupi     |
| 1972 | A Revolta dos Anjos                      | Laura                         |                                     | Rede Tupi     |
| 1972 | Signo da Esperança                       | Magda                         |                                     | Rede Tupi     |
| 1973 | As Divinas... e Maravilhosas             | Heloísa                       |                                     | Rede Tupi     |
| 1975 | Ovelha Negra                             | Sofia                         |                                     | Rede Tupi     |
| 1977 | Éramos Seis                              | Clotilde                      |                                     | Rede Tupi     |
| 1978 | Aritana                                  | Lígia de Moraes               |                                     | Rede Tupi     |
| 1979 | Gaivotas                                 | Débora                        |                                     | Rede Tupi     |
| 1982 | Nem Rebeldes, Nem Fiéis                  | —                             |                                     | TV Cultura    |
| 1984 | Vereda Tropical                          | Balbina Travatti (Bina)       |                                     | Rede Globo    |
| 1985 | Uma Esperança no Ar                      | Clara                         |                                     | SBT           |
| 1986 | Hipertensão                              | Donana                        |                                     | Rede Globo    |
| 1988 | Olho por Olho                            | Ana Paula Falcão              |                                     | Rede Manchete |
| 1990 | Mico Preto                               | Herotildes                    |                                     | Rede Globo    |
| 1992 | Anos Rebeldes                            | Zuleika                       |                                     | Rede Globo    |
| 1992 | Despedida de Solteiro                    | Cartomante                    | Participação especial               | Rede Globo    |
| 1995 | Quatro por Quatro                        | Laura                         | Episódio: "7-17 de junho"           | Rede Globo    |
| 1995 | Tocaia Grande                            | Ludmila                       |                                     | Rede Manchete |
| 1996 | Irmã Catarina                            | Laura                         |                                     | CNT           |
| 1997 | Por Amor e Ódio                          | Teresa                        |                                     | Rede Record   |
| 1997 | Caça Talentos                            | Mamma Tereza                  |                                     | Rede Globo    |
| 1998 | Você Decide                              | —                             | Episódio: "Minhas Caras Amigas"     | Rede Globo    |
| 1998 | Caça Talentos                            | Mamna                         | Episódio: "Disk Pizza A Jato"       | Rede Globo    |
| 1999 | Louca Paixão                             | Joana Soares                  |                                     | Rede Record   |
| 1999 | Tiro e Queda                             | Conceição                     |                                     | Rede Record   |
| 2000 | Uga Uga                                  | Gherda Herrera (Gerda)        |                                     | Rede Globo    |
| 2001 | O Direito de Nascer                      | Luísa                         |                                     | SBT           |
| 2002 | Retrato Falado                           | —                             |                                     | Rede Globo    |
| 2002 | O Quinto dos Infernos                    | Aurora                        |                                     | Rede Globo    |
| 2005 | Malhação                                 | Mamma Francesca               |                                     | Rede Globo    |
| 2006 | A Diarista                               | Nona                          | Episódio: "Aquele dos Italianos"    | Rede Globo    |
| 2006 | Linha Direta                             | Baby da Cunha Bueno (idosa)   | Episódio: "O Castelinho da Rua Apa" | Rede Globo    |

### Dublagem
| Ano       | Trabalho            | Personagem | Estúdio de dublagem       |
| --------- | ------------------- | ---------- | ------------------------- |
| 2005-2006 | Comerciais de K-Fee | Zumbi      | Vox Mundi - São Paulo, SP |

### Cinema
| Ano  | Trabalho                            | Personagem       |
| ---- | ----------------------------------- | ---------------- |
| 1963 | Mord in Rio                         | —                |
| 1965 | Quatro Brasileiros em Paris         | Stripper         |
| 1969 | Corisco, o Diabo Loiro              | Lídia            |
| 1973 | A Super Fêmea                       | Betty            |
| 1974 | Exorcismo Negro                     | Lúcia            |
| 1975 | O Sexo Mora ao Lado                 | Marlene          |
| 1976 | Chão Bruto                          | Xaíca            |
| 1981 | Sexo, sua Única Arma                | Judite           |
| 1983 | O Médium                            | Amante           |
| 1989 | Os Trapalhões na Terra dos Monstros | Cida (Dona Fofa) |
| 2006 | Fuga e Cativeiro                    | Avó              |

## Prêmios e indicações
| Ano  | Premiação                                             | Categoria          | Nomeação                                  | Resultado | Ref    |
| ---- | ----------------------------------------------------- | ------------------ | ----------------------------------------- | --------- | ------ |
| 1963 | Troféu Roquette Pinto                                 | Revelação Feminina | Moulin Rouge - A Vida de Toulouse-Lautrec | Venceu    | [ 9 ]  |
| 1965 | Troféu Imprensa                                       | Melhor Atriz       | Quem Casa com Maria?                      | Venceu    | [ 10 ] |
| 1966 | Troféu Imprensa                                       | Melhor Atriz       | Teresa                                    | Venceu    | [ 10 ] |
| 1985 | Troféu APCA - Associação Paulista de Críticos de Arte | Melhor Atriz       | Vereda Tropical                           | Venceu    |        |
| 1985 | Troféu Imprensa                                       | Melhor Atriz       | Vereda Tropical                           | Venceu    | [ 10 ] |